# Anser (ster)
Anser (alpha Vulpeculae) is een vrij zwakke, maar niettemin de helderste ster in het sterrenbeeld Vosje (Vulpecula).
De naam "Anser" wordt zelden gebruikt. Het is sinds 30 juni 2017 de officiële naam van de ster. 